# ادسون کاریکوا
ادسون کاریکوا (انگلیسی: Edson Carioca؛ زادهٔ ۴ ژوئن ۱۹۹۷) بازیکن فوتبال اهل برزیل است.
از باشگاه‌هایی که در آن بازی کرده‌است می‌توان به باشگاه فوتبال کوریتیبا اشاره کرد.